# Sibila de Brandemburgo
Sibila de Brandemburgo (em alemão:  Sibylle; Ansbach, 31 de maio de 1467 – Castelo Kaster, 9 de julho de 1524) foi princesa de Brandemburgo por nascimento e duquesa de Jülich-Berg pelo seu casamento com Guilherme IV, Duque de Jülich-Berg. Ela foi a avó materna de Ana de Cleves, quarta rainha consorte de Henrique VIII de Inglaterra.

## Família
Sibilia foi a quarta filha e sexta criança nascida de Alberto III Aquiles, Eleitor de Brandemburgo e de sua segunda esposa, Ana da Saxônia.
Os seus avós paternos foram Frederico I de Brandemburgo e Isabel da Baviera-Landshut. Os seus avós maternos foram Frederico II, Eleitor da Saxônia e Margarida de Áustria.
Entre seus doze irmãos integrais, se encontravam: Frederico I, Marquês de Brandemburgo-Ansbach, marido da princesa Sofia Jagelão da Polônia, e Bárbara, rainha da Boêmia como a primeira esposa do rei Vladislau II da Hungria.
Por parte do primeiro casamento do pai com Margarida de Baden, teve seis meio-irmãos, entre eles: Úrsula, esposa de Henrique I de Poděbrady, filho do rei Jorge de Poděbrady da Boêmia, e João Cícero, Eleitor de Brandemburgo, marido de Margarida da Turíngia, e pai, dentre outros de Joaquim I Nestor, Príncipe-Eleitor de Brandemburgo, marido da princesa Isabel da Dinamarca.

## Biografia

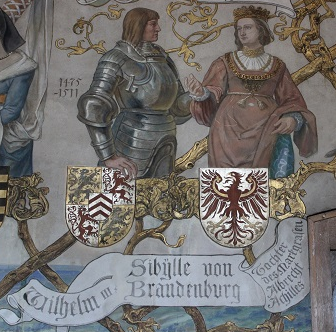
Ilustração de Sibila ao lado do marido, Guilherme, no Castelo Burg, em Solingen.

Aos 14 anos, a princesa Sibila se casou com o duque Guilherme IV de Jülich-Berg, que tinha 26 anos, na data de 8 de julho de 1481, na cidade de Colônia. O duque era filho de Geraldo VII, Duque de Jülich-Berg e de Sofia de Saxe-Lauemburgo. A cerimônia foi realizada com muito luxo. Além de inúmeros arcebispos, bispos e prelados, o arquiduque da Áustria, o duque da Borgonha, o eleitor de Brandemburgo e o marquês de Baden, mais do que cinquenta condes e condessas foram convidados, e diversos outros nobres. Devido ao grande número de convidados, o casamento foi celebrado pelo bispo Hermano IV de Hesse, num campo aberto em frente ao Portão de São Severino (Severinstorburg). Era esperado que Sibila trouxesse consigo um grande dote ao se casar, mas Guilherme teve que escrever cartas para os sogros, várias vezes, sobre o atraso no pagamento.
O casal apenas teve uma filha, Maria. Ela se casou com João III, Duque de Cleves, união a qual resultou na formação dos Ducados Unidos de Jülich-Cleves-Berg, graças à combinação dos Ducados de Jülich-Berg-Ravensberg e de Cleves-Mark. 
A duquesa ficou viúva em 6 de setembro de 1511. À pedido da filha e do genro, que moravam em Cleves, ela agiu como governadora de Jülich-Berg durante esse período.
Sibila era descrita como animada, enérgica, prudente e justa. Ela faleceu em 9 de julho de 1524, aos 57 anos de idade, e foi enterrada na Abadia de Altenberg, atualmente no município alemão de Odenthal.

## Descendência
- Maria de Jülich-Berg (3 de agosto de 1491 – 29 de agosto de 1543), foi esposa de João III, Duque de Cleves, com quem teve quatro filhos, incluindo a rainha Ana, que foi a quarta esposa do rei Henrique VIII de Inglaterra, e o duque Guilherme, que foi o primeiro marido da rainha Joana III de Navarra.